# Juanjo Expósito
Juan José Expósito Ruiz (Santander, Cantabria, 28 de octubre de 1985), conocido como Juanjo, es un exfutbolista y director deportivo español oriundo de Ontaneda. Jugaba de delantero y se retiró en el Racing de Santander, club en el que había iniciado su carrera.

## Trayectoria
Ascendió con el Racing de Santander B de Tercera División a Segunda División B en la temporada 2004-05. Debutó con el primer equipo en primera el 22 de mayo de 2005 en el partido Málaga C.F. 2 - Racing de Santander 0. Al finalizar la temporada 2006-07 se fue cedido al Sevilla Atlético por un año donde anotó 7 goles, este club pagó 300 000 euros por la cesión, cantidad que disminuyó a razón de 10 000 euros por encuentro disputado.
El 12 de enero debutó con el Sevilla Fútbol Club desde el filial debido a las ausencias por la participación de otros jugadores en la Copa Africana de Naciones 2008. El 30 de junio de 2008 acaba el período de cesión con el Sevilla Atlético y vuelve al Racing de Santander. El 31 de enero de 2009 se fue cedido al Deportivo Alavés hasta el 30 de junio de 2009.
En la temporada siguiente, aunque jugó el primer partido con el Racing de Santander, el 31 de agosto de 2009 volvió a ser cedido, ahora al Córdoba Club de Fútbol. El 24 de agosto de 2010 rescindió su contrató con el Racing de Santander, fichando por la Unión Deportiva Salamanca por 3 temporadas. En agosto del año 2011 se fue al Club Deportivo Numancia por 2 años.

## Clubes
| Club                      | País   | Año     | Parts. | Goles |
| ------------------------- | ------ | ------- | ------ | ----- |
| Racing "B"                | España | 2004-05 | 28     | 20    |
| Racing de Santander       | España | 2004-05 | 2      | 0     |
| Racing de Santander       | España | 2005-06 | 26     | 3     |
| Racing de Santander       | España | 2006-07 | 23     | 1     |
| Sevilla Atlético (cedido) | España | 2007-08 | 34     | 7     |
| Sevilla (cedido)          | España | 2007-08 | 1      | 0     |
| Racing de Santander       | España | 2008-09 | 14     | 1     |
| Alavés (cedido)           | España | 2008-09 | 19     | 4     |
| Racing de Santander       | España | 2009-10 | 1      | 0     |
| Córdoba (cedido)          | España | 2009-10 | 29     | 1     |
| U. D. Salamanca           | España | 2010-11 | 29     | 7     |
| C. D. Numancia            | España | 2011-12 | 34     | 8     |
| C. D. Numancia            | España | 2012-13 | 20     | 3     |
| S. D. Ponferradina        | España | 2013-14 | 15     | 0     |
| C. D. Tenerife            | España | 2013-14 | 12     | 3     |
| Unió Esportiva Llagostera | España | 2014-16 |        |       |
| Unión Deportiva Almería   | España | 2016-17 |        |       |
| Racing de Santander       | España | 2017-18 |        |       |
| Racing de Santander       | España | 2018-19 |        |       |